# William Sherard
Pour les articles homonymes, voir Sherard.
William Sherard est un botaniste britannique, né le 27 février 1659 à Bushby et mort le 11 août 1728.

## Biographie
Il est le fils de George et de Mary Sherard. Il est le frère de James Sherard, botaniste également. Il fait ses études à la Taylor’s School puis, de 1677 à 1683, au St. John’s College d’Oxford. Il obtient son Bachelor of Civil Law en 1683 et son Doctorate of Civil Law en 1694.
Il étudie la botanique à Paris auprès de Joseph Pitton de Tournefort (1686–1688) et à Leyde auprès de Paul Hermann (1688–1689). Il herborise à Genève, Rome et Naples. En 1690 il est précepteur dans la famille de Sir Arthur Rawdon (« le père de l'horticulture irlandaise ») à Moira dans le comté de Down.
De 1703 à 1716, il est consul britannique à Smyrne. Il fait alors de nombreuses excursions pour récolter des plantes et des objets archéologiques. Devenu riche, il aide à son retour d'autres botanistes : Johann Jacob Dillenius, Pietro Antonio Micheli, Paolo Boccone et Mark Catesby. Il devient membre de la Royal Society en 1720.
Il lègue à l'université d'Oxford la somme de 3 000 livres pour la création d'une chaire de botanique consacrée au système linnéen (1734) ; cette chaire porte depuis le nom de Chaire sherardienne. L'université a aussi la responsabilité de la conservation de sa bibliothèque et de son herbier. C'est Johann Jacob Dillenius puis, à sa mort, Humphrey Sibthorp, qui en deviendront titulaires.
Il est l’auteur de Schola Botanica (1689) et de nombreux articles scientifiques. Sherard a collaboré à l'édition qu’Herman Boerhaave a faite du Botanicon parisiense de Sébastien Vaillant. Il collabore également avec John Ray pour le dernier volume de son Historia Plantarum.
Sébastien Vaillant, Johann Jacob Dillenius puis Carl von Linné ont introduit le nom de Sherardia (famille des Rubiacées) dans la taxonomie.

## Œuvres
- (la) Schola Botanica Sive Catalogus Plantarum, quas ab aliquot annis in Horto Regio Parisiensi Studiosis indigitavit Vir Clarissimus Joseph Pitton Tournefort, D. M. Ut Et Pauli Hermanni P.P. Paradisi Batavi Prodromus … sur Google Livres, Amsterdam, Heinrich Wetstein, 1689